# Niels Gråbøl
Niels Gråbøl, född 11 augusti 1966 i Danmark, är en dansk regissör och manusförfattare. Han är bror till skådespelaren Sofie Gråbøl.

## Regi i urval
- 1991 – Gömstället
- 1997 – Familjen flippar ur
- 2003 – Forsvar

## Manusförfattare i urval
- 1991 – Gömstället
- 1993 – Barnepigen
- 1997 – Familjen flippar ur